# Motion
Motion是蘋果公司为其MacOS操作系统制作的一款应用软件，它可用于创建和编辑动态图形、影片製作和制作电影的字幕。Motion的第一個正式版於2004年8月11日发布。